# أول الصبح (مسلسل)
أول الصبح، مسلسل كويتي. عرض في 20 أبريل 2013 على قناة إم بي سي 1 وهو من تأليف محمد النشمي وإخراج سامي العلمي.

## ملخص القصة
تدور أحداث المسلسل حول ثلاث عائلات وهما، عائلة أم مبارك وابنائها مبارك وفرح وفجر وسعود وهي عائلة متوسطة الحال تعاني أم مبارك من الزهايمر بسبب هرب زوجها عنها لليتزوج من سعاد، وعائلة أبو ناصر وأبنائه ناصر وضحى وفهد الذي يتزوج من فرح بعد وفاة زوجته وعائلة سعاد وزوجها وابنائه أنوار وخالد الذي تزوجت مرتان الأولى من أبو مبارك والثانية من حمد وكونت ثروة من زواجه أبو مبارك.

## فريق الممثلين
| الممثلين            | الشخصية         |
| ------------------- | --------------- |
| لطيفة المجرن        | أم مبارك        |
| عبد الإمام عبد الله | حمد / أبو أنوار |
| باسمة حمادة         | سعاد / أم أنوار |
| سليمان الياسين      | أبو ناصر        |
| خالد البريكي        | مبارك           |
| أسامة المزيعل       | ناصر            |
| لمياء طارق          | فرح             |
| شهد الياسين         | أنوار           |
| شهد                 | فجر             |
| مريم حسين           | أمينة           |
| ناصر الكندري        | جاسم            |
| فاطمة الطباخ        | ميساء           |
| فهد البناي          | خالد            |
| علي كاكولي          | سعود            |
| نور الغندور         | ضحى             |